# Lixophaga brasiliana
Lixophaga brasiliana är en tvåvingeart som först beskrevs av Townsend 1927.  Lixophaga brasiliana ingår i släktet Lixophaga och familjen parasitflugor. Inga underarter finns listade i Catalogue of Life.